# Messina villamosvonal-hálózata
Messina villamoshálózata (olaszul: Tranvia di Messina) az olaszországi Messina városában található, jelenleg mindössze egy 7,7 km hosszúságú vonalból álló villamosüzem. A hálózat 1435 mm-es nyomtávolságú, összesen 18 állomás és megálló található raja. A villamosüzemet 15 modern alacsonypadlós Alstom Cityway villamoskocsi szolgálja ki.

## Története
Korábban is közlekedett Messinában villamos, ám a hálózatot sok más olasz városhoz hasonlóan itt is felszámolták. Az utolsó villamosvonal 1951-ben szűnt meg. Több mint 50 évvel később, 2003 április 3-án indult meg újra a közlekedés, kiváltva a 28-as járatszámú autóbuszt Gazzi és Annunziata megállók között.

## Kapcsolódó szócikk
- Olaszország villamosvonal-hálózatai